# (33254) Sundaresakumar
(33254) Sundaresakumar est un astéroïde de la ceinture principale.

## Description
(33254) Sundaresakumar est un astéroïde de la ceinture principale. Il fut découvert le 20 avril 1998 à Socorro (Nouveau-Mexique) par le projet LINEAR. Il présente une orbite caractérisée par un demi-grand axe de 2,80 UA, une excentricité de 0,02 et une inclinaison de 5,0° par rapport à l'écliptique.